# Gamla tingshuset i Norrtälje

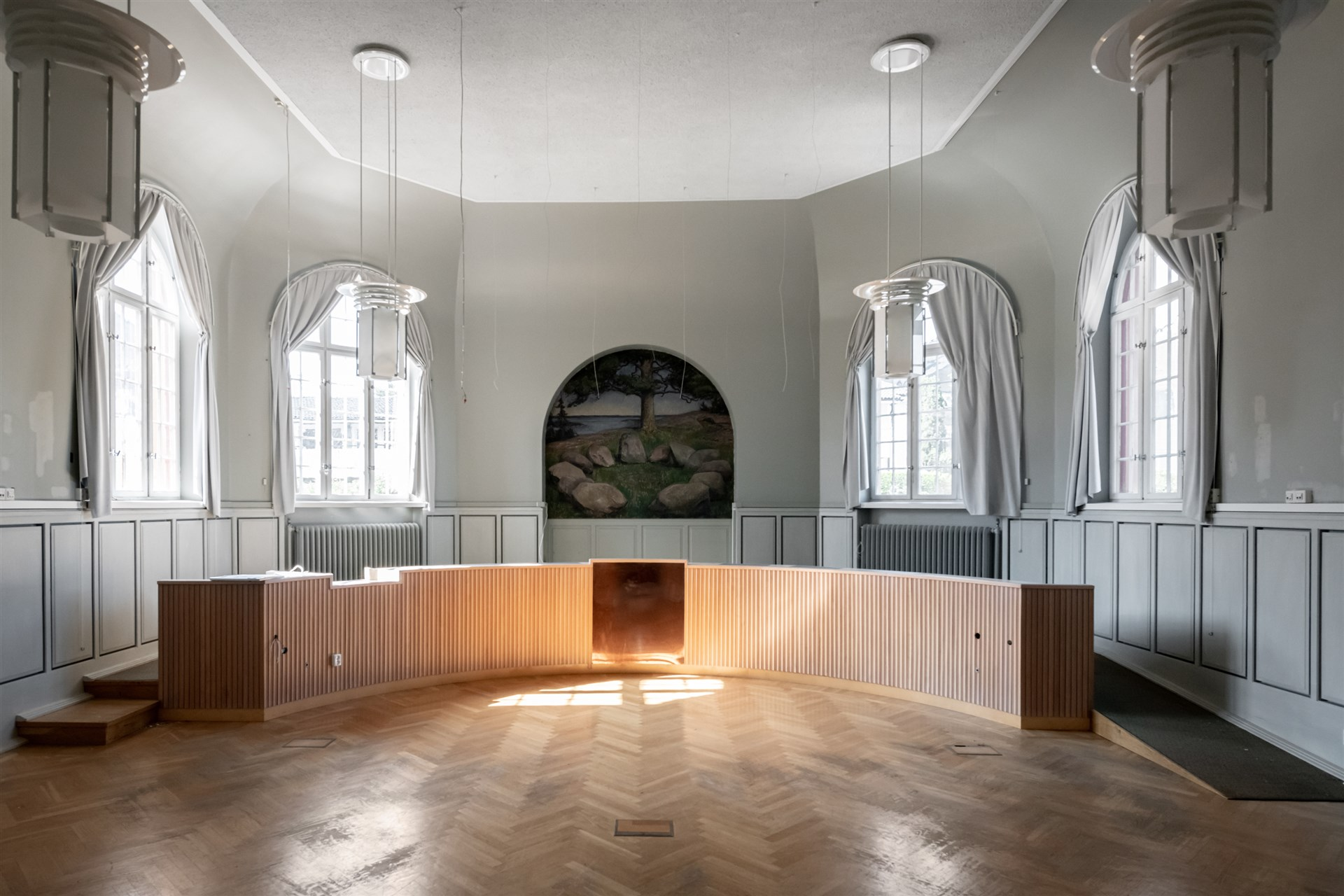
Tingssalen 2018

Det Gamla tingshuset i Norrtälje är ett före detta tingshus i Norrtälje. Det byggdes 1912 och ritades av arkitektbyrån Hagström & Ekman.
Byggnaden är ett identifierat kulturvärde och står med i Riksantikvarieämbetets bebyggelseregister.

## Historik
Efter att tingsstället för Mellersta Roslags domsaga år 1901 flyttats till Norrtälje efter beslut från Kungl. Maj:t började man använde det dåvarande kronohäktet från 1859 som tingshus. Kronohäktet var för trångt och hade ingen plats för expedition, parter eller allmänheten. År 1904 diskuterades planer för ett nytt tingshus, men först under hösten år 1911 påbörjades byggandet under ledning av byggmästaren Johan Telander.
Tingshuset färdigställdes i september år 1912. Liksom kronohäktet låg det nya tingshuset nära järnvägsstationen. Byggnaden ritades av arkitektbyrån Hagström & Ekman som också har ritat Palladium och Burmanska huset i Stockholm. Tingshuset nämns i år 1914 version av det klassiska uppslagsverket Nordisk familjebok där byggnaden beskrivs som en av stadens förnämsta med sitt vackra läge norr om stationshuset.
1954 uppförde man en L-formad tillbyggnad för expedition och Inskrivningsmyndigheten väster om huvudbyggnaden. År 1994 restaurerades byggnaden och dess interiör. 
Byggnaden fungerade som Norrtälje tingshus tills 2017, när den såldes till Fastighetsbolaget Riflex, och är därefter uthyrd till en högstadieskola. Tingsrätten flyttade då till lokaler vid södra infarten till Norrtälje, som tidigare hörde till Roslagens luftvärnskår.

## Byggnaden
Byggnaden är uppförd på en sockel av kvaderhuggen natursten. Den södra fasaden markeras av ett mittparti i form av en risalit med en dubbeltrappa i granit, fronton i segment form, paradbalkong samt ett oxöga.